# BAM BDe 4/4
De BDe 4/4 is een elektrisch treinstel bestemd voor het regionaal personenvervoer van de Transports de la région Morges–Bière–Cossonay (MBC). De MBC is in juni 2003 vernoemd in Chemin de fer Bière-Apples-Morges (BAM).

## Geschiedenis
Het treinstel werd door Schweizerische Wagon- und Aufzugfabrik (SWS) en SAAS in de jaren 1940 ontwikkeld en gebouwd voor de Chemin de fer Bière-Apples-Morges (BAM) ter vervanging van ouder materieel.

## Constructie en techniek
Het treinstel bestaat uit een motorwagen met twee stuurstanden.

## Treindiensten
Deze treinen werden door de Chemin de fer Bière-Apples-Morges (BAM) ingezet op de volgende trajecten:
- Morges – Bière
- Apples – L'Isle-Mont-la-Ville